# Грицевець (станція)
Грицевець (біл. Грыцавец) — проміжна залізнична станція Барановицького відділення Білоруської залізниці на двоколійній електрифікованій змінним струмом лінії Барановичі — Берестя. Розташована біля села Грицевець Барановицького району між станціями Барановичі-Центральні та Лісна.